# European Open 2021
European Open 2021 là một giải quần vợt nam thi đấu trên mặt sân cứng trong nhà. Đây là lần thứ 6 giải European Open được tổ chức và là một phần của ATP World Tour 250 trong ATP Tour 2021. Giải đấu diễn ra tại Lotto Arena ở Antwerp, Bỉ, từ ngày 18 đến ngày 24 tháng 10 năm 2021.

## Nội dung đơn

### Hạt giống
| Quốc gia | Tay vợt               | Xếp hạng1 | Hạt giống |
| -------- | --------------------- | --------- | --------- |
| ITA      | Jannik Sinner         | 14        | 1         |
| ARG      | Diego Schwartzman     | 15        | 2         |
| CHI      | Cristian Garín        | 17        | 3         |
| ESP      | Roberto Bautista Agut | 19        | 4         |
| USA      | Reilly Opelka         | 20        | 5         |
| AUS      | Alex de Minaur        | 27        | 6         |
| RSA      | Lloyd Harris          | 31        | 7         |
| SRB      | Dušan Lajović         | 35        | 8         |

- Bảng xếp hạng vào ngày 4 tháng 10 năm 2021.[2]

### Vận động viên khác
Đặc cách:
- Zizou Bergs
- Richard Gasquet
- Andy Murray[3]

Vượt qua vòng loại:
- Jenson Brooksby
- Henri Laaksonen
- Brandon Nakashima
- Dennis Novak

### Rút lui
Trước giải đấu
- Félix Auger-Aliassime → thay thế bởi  Alexei Popyrin
- Nikoloz Basilashvili → thay thế bởi  Gianluca Mager
- Pablo Carreño Busta → thay thế bởi  Jordan Thompson
- Grigor Dimitrov → thay thế bởi  Arthur Rinderknech
- Fabio Fognini → thay thế bởi  Lorenzo Musetti
- Ugo Humbert → thay thế bởi  Jan-Lennard Struff
- Cameron Norrie → thay thế bởi  Botic van de Zandschulp

## Nội dung đôi

### Hạt giống
| Quốc gia | Tay vợt        | Quốc gia | Tay vợt           | Xếp hạng1 | Hạt giống |
| -------- | -------------- | -------- | ----------------- | --------- | --------- |
| CRO      | Ivan Dodig     | BRA      | Marcelo Melo      | 33        | 1         |
| FRA      | Nicolas Mahut  | FRA      | Fabrice Martin    | 44        | 2         |
| NED      | Wesley Koolhof | NED      | Jean-Julien Rojer | 52        | 3         |
| BEL      | Sander Gillé   | BEL      | Joran Vliegen     | 73        | 4         |

- Bảng xếp hạng vào ngày 4 tháng 10 năm 2021.

### Vận động viên khác
Đặc cách:
- Ruben Bemelmans /  Kimmer Coppejans
- Lloyd Harris /  Xavier Malisse

### Rút lui
Trước giải đấu
- Simone Bolelli /  Máximo González → thay thế bởi  David Pel /  Botic van de Zandschulp
- Grigor Dimitrov /  Frederik Nielsen → thay thế bởi  Frederik Nielsen /  Matej Sabanov
- Fabio Fognini /  Roman Jebavý → thay thế bởi  Roman Jebavý /  Andrei Vasilevski
- Cristian Garín /  David Vega Hernández → thay thế bởi  Federico Delbonis /  David Vega Hernández
- Nikola Mektić /  Mate Pavić → thay thế bởi  Jonathan Erlich /  André Göransson
- John Peers /  Filip Polášek → thay thế bởi  Romain Arneodo /  Matt Reid
- Tim Pütz /  Michael Venus → thay thế bởi  Denys Molchanov /  Aleksandr Nedovyesov

Trong giải đấu
- Lorenzo Musetti /  Benoît Paire

## Nhà vô địch

### Đơn
- Jannik Sinner đánh bại  Diego Schwartzman, 6–2, 6–2

### Đôi
- Nicolas Mahut /  Fabrice Martin đánh bại  Wesley Koolhof /  Jean-Julien Rojer, 6–0, 6–1